# Strumaria leipoldtii
Strumaria leipoldtii là một loài thực vật có hoa trong họ Amaryllidaceae. Loài này được (L.Bolus) Snijman miêu tả khoa học đầu tiên năm 1994.